# Ruy Serra
Ruy Serra (Campinas, 23 marzo 1900 – São Carlos, 19 settembre 1986) è stato un vescovo cattolico brasiliano.

## Biografia
Ruy Serra nacque il 23 marzo 1900 a Campinas.
Svolse gli studi di filosofia a De Pere, nel Wisconsin, dopodiché si recò in Belgio, dove svolse gli studi di teologia presso l'abbazia di Averbode. Tornato in Brasile, completò gli studi presso il seminario di Botucatu.
Fu ordinato presbitero il 9 dicembre 1923 dall'arcivescovo José Marcondes Homem de Melo.
Dopo l'ordinazione sacerdotale fu nominato professore e vicedirettore del ginnasio diocesano dal 1924 al 1925, vicario di Jaú dal 1926 al 1927, parroco della cattedrale di San Carlo Borromeo dal 1928 al 1929 e infine direttore del ginnasio diocesano dal 1930 al 1948. Fu inoltre nominato vicario generale della diocesi di São Carlos dal 1933 al 1945 quando, alla morte del vescovo Gastão Liberal Pinto, fu nominato vicario capitolare.
Il 13 febbraio 1948 papa Pio XII lo nominò vescovo di São Carlos do Pinhal. Ricevette l'ordinazione episcopale il 1º maggio seguente per imposizione delle mani del vescovo Paulo de Tarso Campos. Prese possesso della diocesi il 14 maggio successivo. Il 25 novembre 1957 la diocesi di São Carlos do Pinhal cambiò il nome in diocesi di São Carlos per effetto del decreto Apostolicis della Sacra congregazione concistoriale.
Fu padre conciliare durante il Concilio Vaticano II partecipando a tutte le quattro sessioni.
A lui si deve la costruzione dell'attuale cattedrale di San Carlo Borromeo, i cui lavori furono autorizzati durante la vacanza della sede da lui medesimo in qualità di vicario capitolare il 4 novembre 1946. Consacrò la cattedrale il 4 novembre 1956. Nel 1967 inaugurò il seminario maggiore diocesano San Carlo.
Resse la diocesi per 38 anni, morendo a São Carlos il 19 settembre 1986 all'età di 86 anni.

## Genealogia episcopale e successione apostolica
La genealogia episcopale è:
- Cardinale Scipione Rebiba
- Cardinale Giulio Antonio Santori
- Cardinale Girolamo Bernerio, O.P.
- Arcivescovo Galeazzo Sanvitale
- Cardinale Ludovico Ludovisi
- Cardinale Luigi Caetani
- Cardinale Ulderico Carpegna
- Cardinale Paluzzo Paluzzi Altieri degli Albertoni
- Papa Benedetto XIII
- Papa Benedetto XIV
- Papa Clemente XIII
- Cardinale Bernardino Giraud
- Cardinale Alessandro Mattei
- Cardinale Pietro Francesco Galleffi
- Cardinale Giacomo Filippo Fransoni
- Cardinale Carlo Sacconi
- Cardinale Edward Henry Howard
- Cardinale Mariano Rampolla del Tindaro
- Cardinale Rafael Merry del Val
- Arcivescovo Duarte Leopoldo e Silva
- Arcivescovo Paulo de Tarso Campos
- Vescovo Ruy Serra

La successione apostolica è:
- Vescovo José de Aquino Pereira (1958)
- Vescovo Aníger de Francisco de Maria Melillo (1960)